# Page (serviteur)
Pour les articles homonymes, voir Page.

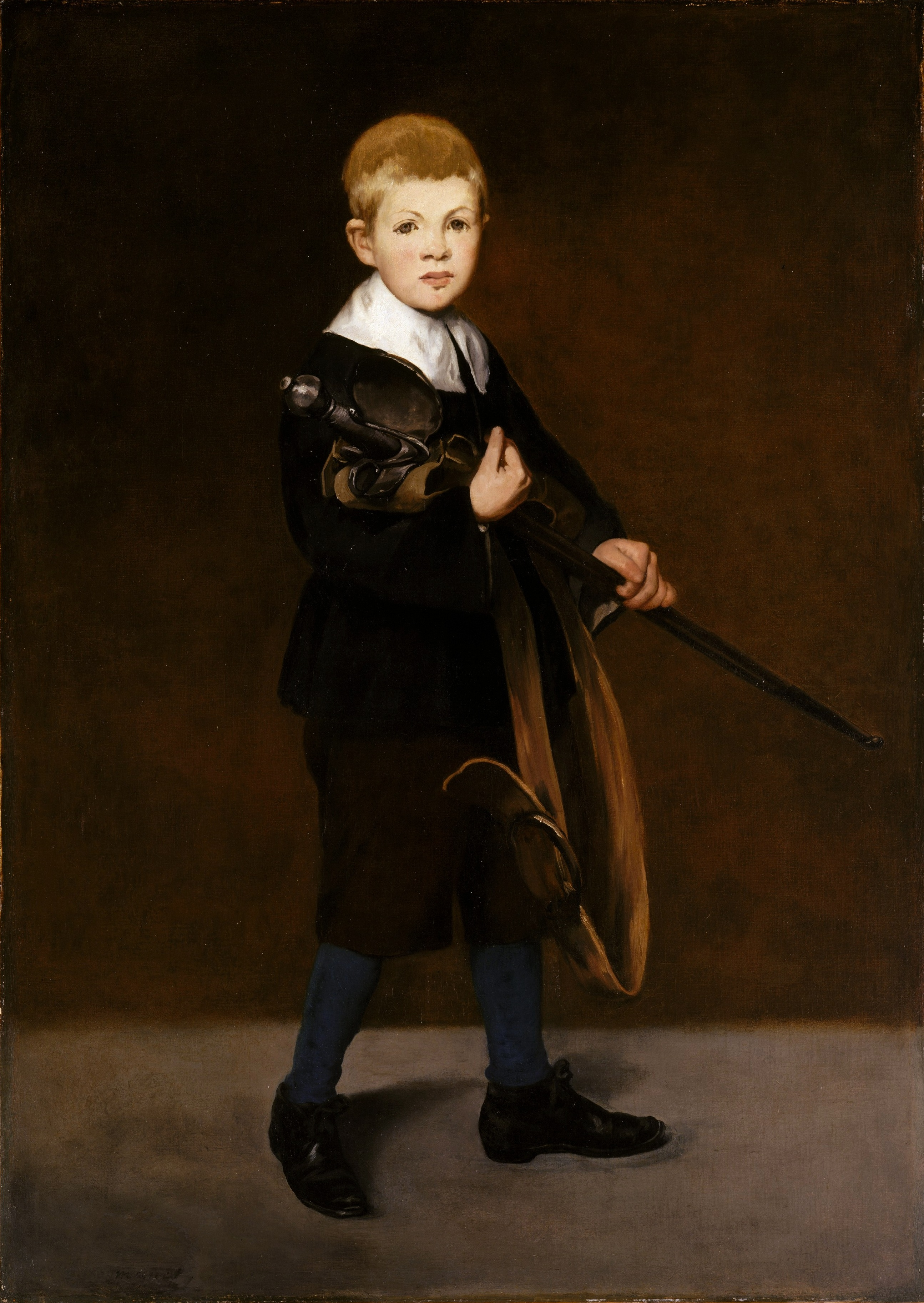
Page espagnol, L'Enfant à l'épée d'Édouard Manet.

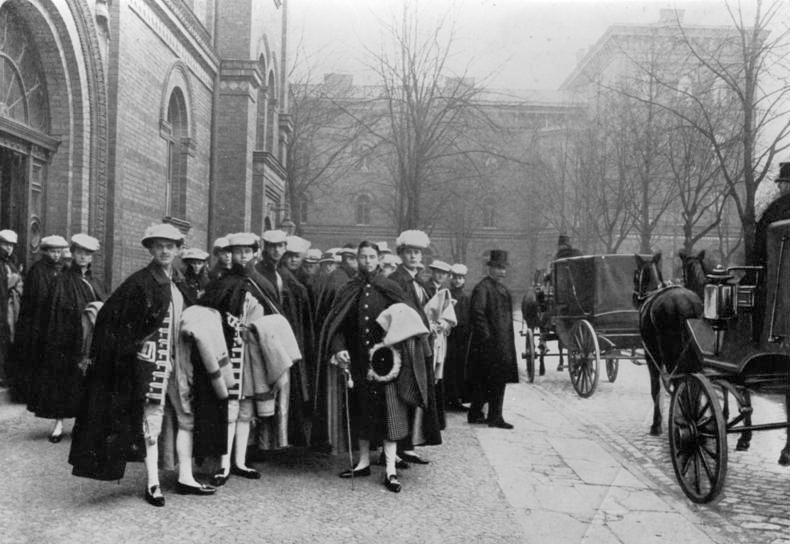
Corps des pages de l'Armée prussienne.

Un page était un jeune garçon, souvent d'origine noble, attaché au service d'un roi, d'une reine, d'un prince, etc, dont il portait la livrée, et qui recevait une forme d'éducation (tâches civiles et militaires) et remplissait le service d'honneur.

## Étymologie
L'étymologie de ce mot particulièrement incertaine et spéculative.

## Historique
Au Moyen Âge, un page était l'intendant d'un chevalier, un apprenti écuyer. Un jeune homme servait comme page durant sept années, dès l'âge de sept ans. À quatorze ans, il pouvait devenir écuyer et à vingt et un ans, il pouvait devenir lui-même chevalier. Des pages servaient aussi dans les châteaux et les grandes maisons allant chercher ce qu'on leur demandait ou portant des messages pour les nobles et les gentilshommes ainsi que pour la famille royale. Ces garçons étaient le plus souvent les descendants de grandes familles qui apprenaient ainsi les règles de la cour et établissaient des contacts pour leur vie d'adulte.
C'était le cas notamment à Versailles pour les pages de la Grande et de la Petite écurie du roi dont les familles devaient prouver une noblesse antérieure à 1550, noblesse qui devait de surcroît être militaire pour pouvoir être reçu page en la Grande écurie, honneur qui venait pour une famille, juste après celui des Honneurs de la cour. De surcroît, à Versailles, les pages étaient nettement plus âgés qu'au Moyen Âge, ils n'étaient reçus pour plusieurs années au sein de l'école des pages où ils étaient élevés, qu'à partir de leurs quinze ans environ. Lorsque le roi ou un membre de la famille royale (sauf la reine qui avait ses propres pages) devait se déplacer à la nuit tombée à Versailles dans le château ou les jardins, il revenait à six pages de sa Grande écurie, portant chacun flambeau, de le précéder, lui ouvrant la route et lui éclairant le chemin. Il y avait plusieurs types de pages ceux de la Grande écurie ou de la Petite écurie servaient le roi et la famille royale, ceux de la Chambre du roi servaient uniquement le roi en sa chambre et ceux de la reine, servaient de même uniquement la reine.
Durant la Renaissance et après, il pouvait être à la mode, dans certaines familles de la noblesse, d'avoir un jeune noir ou de jeunes hommes costumés comme pages « décoratifs ». Cette coutume dura quelques siècles et les Pages africains demeurent un accoutrement des styles baroque et rococo. 
Jusqu'en 1667, les pages pouvaient être armés.
De nos jours on ne trouve plus guère de pages, à l'exception des demeures royales et de certaines fonctions comme celles de United States House of Representatives Page (page de la chambre des représentants des États-Unis d'Amérique) qui en est une claire survivance. Ce « job » échoit à des adolescents (garçons ou filles), inscrits ou non à un parti, sélectionnés selon un système très compétitif. Ils portent un uniforme spécifique, aussi bien à l'école que lorsqu'ils sont en service au Capitole.

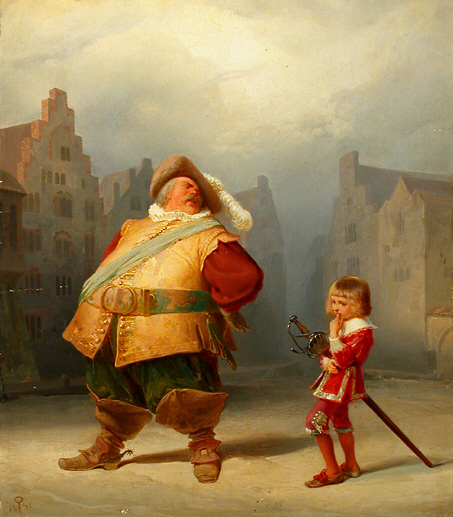
Falstaff et son page, peinture d'Adolph Schroedter inspirée de l'œuvre de Shakespeare.